# Reinhold Wester
Reinhold Otto Mauritz Wester, född 8 oktober 1882 i Borgsjö församling, död 29 december 1966 i Lidingö, var en svensk präst.
Wester var son till domprosten Otto Wester och Ingeborg Maria Charlotta Sandberg. Wester avlade studier i Luleå, blev student vid Uppsala universitet 1903, teologie kandidat 1908, prästvigdes för Luleå stift 1909, blev tillfördordnad kapellpredikant i Tärendö församling 1911, tog folkskollärarexamen i Luleå 1914, utnämndes till kyrkoherde i Tärendö 1916, detsamma i Norra Vi församling 1923 och blev kontraktsprost i Ydre kontrakt 1925. Han pensionerades 1953. Wester var även riddare av Nordstjärneorden.
Wester var sedan 1916 gift med Alice Kindwall (1891–1983), med vilken han hade fyra barn. Makarna är begravda på Lidingö kyrkogård.